# Шандеј
Шандеј (фр. Champdeuil) је насељено место у Француској у региону Париски регион, у департману Сена и Марна.
По подацима из 2011. године у општини је живело 662 становника, а густина насељености је износила 166,75 становника/km².

## Демографија
| 1962. | 1968. | 1975. | 1982. | 1990. | 2011. |
| ----- | ----- | ----- | ----- | ----- | ----- |
| 235   | 310   | 337   | 482   | 620   | 662   |